# نادي ماتلاما
نادي ماتلاما لكرة القدم غالبًا ما يُعرَف باسم ماتلاما، هو نادي كرة قدم ليسوتي مقره مقره ماسيرو عاصمة ليسوتو. يلعب حاليا في دوري ليسوتو لكرة القدم، وهو أكثر الفرق تتويجا في البلاد.

## تاريخ النادي
تم تأسيس النادي سنة 1932، وهو أكثر فريق تتويجا في ليسوتو حيث فاز بعشرة بطولات محلية، ويشتهر الفريق بأسلوبه المهاري الذي يطور في مدرسة النادي. مدرسة الشباب في النادي من أقدم مدارس البلد وأكثرها نجاحا.

## البطولات

### دوري ليسوتو
1974، 1977، 1978، 1982، 1986، 1988، 1992، 2003، 2010، 2019.

### كأس ليسوتو
1976، 1979، 1980، 1987، 1992، 1994.

## مشاركات أفريقية

### رابطة ابطال أفريقيا
مرتان: 2004، 2011.

## وصلات خارجية
صفحة الفريق على سوكر واي.